# Kaikias
Kaikias (altgriechisch Καικίας Kaikías) ist in der griechischen Mythologie der Gott des Nordostwindes und somit einer der Anemoi (Windgötter). Er wird als bärtiger Mann mit einem Schild voller Hagelkörner dargestellt, so auf dem Turm der Winde in Athen.
Der Name wird abgeleitet von dem Fluss Kaïkos in Mysien, bzw. dem gleichnamigen Flussgott.
Bei den Römern existierte als Name des entsprechenden Windes die Transliteration Caecius. Gelegentlich taucht Volturnus auf, der aber konkurrierend als Bezeichnung eines Südostwindes verwendet wurde.